# NGC 432
NGC 432 è una galassia lenticolare situata nella costellazione del Tucano.
Fu scoperta il 6 ottobre 1834 da John Herschel.